# Touch the Sky
«Touch the Sky» — пісня американського репера Каньє Веста за участю Лупе Фіаско. Пісня була випущена у Великій Британії як цифровий EP через Roc-A-Fella та Def Jam 1 січня 2006 року. 2 лютого вищезазначені лейбли обслуговували пісню на мейнстрімових радіостанціях США як четвертий сингл альбому. Наступного місяця він був випущений у різних країнах для цифрового завантаження і 24 квітня як CD-сингл через Universal Music Group відповідно. Її спродюсував Just Blaze. Пісня отримала загальне визнання музичних критиків, які високо оцінили участь Лупе Фіаско.

## Комерційний успіх
Хоча спочатку не було випущено як сингл, пісня «Touch the Sky» досягла 72 місця в чарті Hot R&B/Hip-Hop Songs у випуску від 5 листопада 2005 року. Після випуску синглу пісня увійшла до Billboard Hot 100 під номером 90. Через два тижні 18 березня пісня увійшла до топ-50 Hot 100 під номером 47. Наступного тижня вона досягла 42 позиції. Того ж тижня пісня досягла найвищої позиції в чарті Hot Rap Songs. 23 вересня 2020 року «Touch the Sky» отримала платиновий сертифікат за 1 000 000 проданих копій. Також пісня зайняла високі позиції в чартах Австралії, Великобританії, Шотландії, Ірландії та Німеччині.

## Музичне відео
Каньє Вест сам профінансував відеокліп на пісню після того, як йому не сподобалася перша версія, за яку заплатили Def Jam. Вартість відео склала приблизно 1 мільйон доларів, що є 25-м найдорожчим музичним відео всіх часів. Кліп дебютував у лютому 2006 року та був знятий як короткометражний фільм у стилі 70-х про сміливця Івела Кнівела, якого грає Каньє Вест, і його невдалу спробу пролетіти на ракеті через Великий каньйон. Це було зроблено на честь невдалого стрибка Івела Кнівела через каньйон Снейк-Рівер у 1974 році, і Вест використовує музичне відео, щоб висміяти його величезне его. Каньє також висміює свій виступ проти Буша у 2005 році та ймовірність того, що його кар’єра закінчиться крахом і спаленням.
У грудні 2006 року Івел Кнівел подав позов проти Каньє Веста до Окружного суду США в Тампі, штат Флорида, за порушення прав на товарний знак. Адвокати Веста стверджували, що музичне відео є сатирою і тому підпадає під Першу поправку. Лише за кілька днів до своєї смерті в листопаді 2007 року Івел Кнівел мирно врегулював позов після того, як його відвідав Каньє Вест, і сказав: «Я вважаю, що він чудовий хлопець і справжній джентльмен», і заявив, що вони з Вестом «врегулювали судовий процес мирно». Однак вони домовилися публічно не обговорювати умови їх суперечки.
Каньє Вест негативно відреагував на те, що це відео не було номіновано на MTV Video Music Awards 2006 року, сказавши під час інтерв’ю: «Воно не було номіновано, але це одне з найбільш пам’ятних відео року для мене». Однак у 2006 році на MTV Europe Music Awards відео було номіновано як «Найкраще відео». Не вигравши, Каньє Вест подумав, що мав виграти, оскільки візуал «коштував мільйон доларів, у ньому була Памела Андерсон. Я стрибав через каньйони». Відео було номіновано як найкраще міжнародне відео на MuchMusic Video Awards 2006 року. Complex назвав його четвертим найкращим музичним відео 2000-х років.

## Список композицій
Цифрове завантаження
1. "Touch the Sky" (feat. Lupe Fiasco) [Radio Edit] – 3:56
2. "Touch the Sky" (feat. Lupe Fiasco) [Instrumental] – 3:57

CD-сингл у США
1. "Touch the Sky" (Album Version)
2. "Jesus Walks" (Album Version)
3. "Diamonds from Sierra Leone" (AOL Sessions)
4. "Heard 'Em Say" (Michel Goundry/ Video)
5. "Touch the Sky" (MTV Version/ Closed Captioned/ Video)

Цифровий EP у Британії
1. "Touch the Sky" – 3:57
2. "Jesus Walks" – 3:14
3. "Diamonds from Sierra Leone" (Sessions@AOL) – 4:12

## Чарти
| Чарт (2006)                               | Пікова позиція |
| ----------------------------------------- | -------------- |
| Австралія (ARIA)                          | 10             |
| Канада CHR/Pop Top 30 (Radio & Records)   | 29             |
| Фінляндія (Suomen virallinen lista)       | 15             |
| Німеччина (Media Control AG)              | 97             |
| Ірландія (IRMA)                           | 14             |
| Нова Зеландія (RIANZ)                     | 16             |
| Шотландія (Official Charts Company)       | 7              |
| Велика Британія (Official Charts Company) | 6              |
| Велика Британія (UK R&B Chart)            | 3              |
| США (Billboard Hot 100)                   | 42             |
| США (Hot R&B/Hip-Hop Songs) (Billboard)   | 23             |
| США (Rap Songs) (Billboard)               | 10             |
| США (Mainstream Top 40) (Billboard)       | 35             |
| США Pop 100 (Billboard)                   | 41             |

## Сертифікації
| Регіон | Сертифікація | Продажі   |
| --- | ------------ | --------- |
| Австралія (ARIA)                                                                                                 | Платиновий   | 70 000^   |
| Данія (IFPI Denmark)                                                                                             | Золотий      | 45 000    |
| Велика Британія (BPI)                                                                                            | Платиновий   | 600 000   |
| США (RIAA) | Платиновий   | 1 000 000 |
| ^відвантаження, що базуються лише на сертифікаціях · продажі+прослуховування, що базуються лише на сертифікаціях |              |           |